# Мерло, Себастьян Гастон
Себастьян Гастон Мерло (исп. Sebastian Gaston Merlo; 26 января 1985) — аргентинский футболист, нападающий клуба «Атлетико Коста-Брава».

## Карьера
До 23 лет играл на любительском уровне. В 2005—2008 годах выступал за команду «Ферро де Алвеар» в одной из лиг провинции Ла-Пампа. В сезоне 2008 команда Мерло выиграла свой турнир. Нападающий решил попробовать силы за океаном и в начале 2009 года подписал профессиональный контракт с клубом чемпионата Вьетнама «Дананг». Впервые отличился в V-лиге 15 марта, сделав дубль в матче 5-го тура с «Куанкху 4» (5:2). С этого момента Гастон начал регулярно забивать, и к концу сезона на его счету оказалось 15 голов. Такой же результат смог показать лишь бразилец Лазаро де Соуза, с которым Мерло поделил лавры лучшего бомбардира. Таким образом, Гастон внёс существенный вклад в успех своего клуба в чемпионате. Отметился Мерло и в Кубке страны, сделав дубль в полуфинале с «Биньзыонгом» и забив единственный гол в финале с «Тхеконгом», что позволило «Данангу» завоевать ещё один трофей.
В 2010 году «Дананг» финишировал лишь 6-м, однако Мерло не снизил результативность: с 19 голами он вновь первенствовал в споре бомбардиров. Блеснул Гастон и на международной арене, отметившись в розыгрыше Кубка АФК 2010 7 голами. В ответном четвертьфинальном матче с бахрейнской «Аль-Риффой» он сделал хет-трик, однако пробиться в следующий раунд «Дананг» не сумел. В 2011 году Мерло продолжил повышать свои показатели и с 22 голами в третий раз подряд возглавил список бомбардиров V-лиги.

## Достижения
- Чемпион Вьетнама: 2009
- Обладатель Кубка Вьетнама: 2009
- Лучший бомбардир чемпионатов Вьетнама: 2009, 2010, 2011